# Xenelaphis
Xenelaphis — рід змій родини полозових (Colubridae). Представники цього роду мешкають в Південно-Східній Азії.

## Види
Рід Xenelaphis нараховує 2 види:
- Xenelaphis ellipsifer Boulenger, 1900
- Xenelaphis hexagonotus (Cantor, 1847)

## Етимологія
Наукова назва роду Xenelaphis походить від сполучення слова дав.-гр. ξενος — чужий і наукової назви роду Elaphis Bonaparte, 1831.